# Блондзинский, Владислав
 Влади́слав Блондзи́нский  (пол. Władysław Błądziński CSMA, 6 июля 1908, Мышлятичи — 8 сентября 1944, Гросс-Розен, Свидницкий повят) — блаженный Римско-Католической Церкви, священник, монах. Входит в число 108 блаженных польских мучеников, беатифицированных Римским Папой Иоанном Павлом II во время его посещения Варшавы 13 июня 1999 года.

## Биография
В 16 лет Владислав Блондзинский вступил в конгрегацию св. Михаила Архангела, где 12 декабря 1926 года принял монашеские обеты. Обучался в Высшей духовной семинарии в Пшемысле. 26 июня 1938 года был рукоположён в священника, после чего занимался пастырской деятельностью среди бедной молодёжи.
Во время Второй мировой войны организовал подпольные гимназию и лицей для семинаристов, за что был арестован 25 апреля 1944 года. Владислав Блондзинский не выдал других организаторов подпольной образовательной деятельности и взял всю вину на себя. После пребывания в заключении в краковской тюрьме был переправлен в концентрационный лагерь Гросс-Розен, где работал на изнурительных работах в каменоломне. Владислав Блондинский погиб от руки нацистского охранника, который столкнул его в шахту.

## Прославление
13 июня 1999 года был беатифицирован Римским Папой Иоанном Павлом II вместе с другими польскими мучениками Второй мировой войны.
День памяти в Католической Церкви — 12 июня.

## Источник
- Edward Data: Błogosławiony ksiądz Władysław Błądziński. Włocławek: Wydaw. Duszpasterstawa Rolników, 2001. ISBN 83-88921-75-4.